# Mario Carafa
Mario Carafa (Napoli, ... – Napoli, 11 settembre 1576) è stato un arcivescovo cattolico italiano, pronipote di Gian Pietro Carafa, il quale fu papa dal 1555 al 1559 col nome di Paolo IV.

## Biografia
Il 26 ottobre 1565 fu eletto arcivescovo di Napoli. Al momento della nomina era ancora suddiacono, per cui dovette ricevere prima gli ordini sacerdotali e poi la consacrazione episcopale.
Nel 1566 celebrò il sinodo diocesano.
Istituì il seminario diocesano, che inaugurò il 1º gennaio 1568 nei locali dell'antico episcopio, da lui precedentemente acquistato.

## Genealogia episcopale
La genealogia episcopale è:
- Cardinale Guillaume d'Estouteville, O.S.B.Clun.
- Papa Sisto IV
- Papa Giulio II
- Cardinale Raffaele Riario
- Papa Leone X
- Papa Clemente VII
- Cardinale Antonio Sanseverino, O.S.Io.Hieros.
- Cardinale Giovanni Michele Saraceni
- Arcivescovo Mario Carafa